# James De Young
James De Young (...) è un astronomo statunitense.
Il Minor Planet Center gli accredita la scoperta dell'asteroide 10819 Mahakala effettuata il 19 aprile 1993.